# Dècada del 450 aC

## Esdeveniments
- Comença l'edat d'or cultural d'Atenes
- Les dotze taules, base del dret romà
- Inicis de la cultura de La Tène
- Primera menció del Tibet
- Ús de la catapulta a la Xina
- Inici de l'anomenada "època clàssica" de la colonització púnica a Eivissa.[1]

## Personatges destacats
- Esdres
- Èsquil
- Pèricles
- Heròdot